# TSV Bremervörde
Der TSV Bremervörde ist ein Sportverein aus der niedersächsischen Stadt Bremervörde im Elbe-Weser-Dreieck. Er hat etwa 1700 Mitglieder (Stand: 2025). Überregional bekannt ist der Verein vor allem durch seine Männer-Handballmannschaft TSV Bremervörde, die in der Saison 2008/2009 in der 2. Handball-Bundesliga (Nord) spielte.

## Handball
Mit der Meisterschaft 2007/08 in der Regionalliga Nord und dem Aufstieg in die 2. Bundesliga gelang der bislang größte Erfolg in der Vereinsgeschichte. In der Saison 2008/09 konnte die Klasse jedoch nicht gehalten werden, so dass die Mannschaft 2009/10 wieder in der Regionalliga spielte. Als Vorletzter musste der Verein nochmals absteigen.
In der Saison 2011/2012 in der Oberliga Nordsee wurde der TSV Bremervörde unter ihrem Trainer Sasa Rajkovic und Co-Trainer Christoph Muche Meister und Sieger des BHV-Pokals (Teilnahmeberechtigung am DHB-Pokal-Wettbewerb 2012/2013). Auf den Aufstieg in die 3. Liga Nord wurde aus wirtschaftlichen Gründen verzichtet. Aus selbigen Grund verzichtete auch der Zweitplatzierte (HSG Barnsdorf/Diepholz) und Drittplatzierte (ATSV Habenhausen) auf einen Aufstieg. Ab der Saison 2012/2013 spielte der TSV Bremervörde als amtierender Meister und BHV-Pokal-Sieger in der Oberliga Nordsee. In der 1. DHB-Pokal-Runde traf die Mannschaft des Trainers Ralf Böhme damals vor heimischen Publikum auf den Zweitligisten VfL Bad Schwartau. Nach mehreren Jahren in der Oberliga, spielte man einige Spielzeiten in der Verbandsliga. Seit der Saison 2022/23 spielt die Mannschaft wieder in der Oberliga Nordsee.
Die Heimspiele des Team TSV Bremervörde finden in der Sporthalle an der Tetjus-Tügel-Straße oder in der Sporthalle Gnarrenburger Str. statt.

## Ruder- und Kanuabteilung
Die Ruder- und Kanuabteilung des TSV Bremervörde wurde am 27. April 1962 gegründet. Einer der ersten Sportlichen Erfolge der Abteilung stellte die Deutsche Meisterschaft dar, bei der zwei Mitglieder den ersten Sieg errungen. Im Jahre 1983 wurde der Verein zur Förderung des Rudersports in Bremervörde e. V. gegründet, um Finanzielle Unterstützung zu bieten.